# Ghanaer in Deutschland
Ghanaer in Deutschland sind ghanaische Einwanderer in Deutschland und ihre Nachkommen, die in Deutschland leben. Ghanaer in Deutschland sollen nach den Ghanaern im Vereinigten Königreich die zweitgrößte Diasporapopulation des Landes in Europa bilden.

## Geschichte
Noch vor der Unabhängigkeit Ghanas im Jahr 1957 bestand eine Beziehung zwischen Ghana und Deutschland. Die Volta-Region in Ghana war vor dem Ersten Weltkrieg Teil der deutschen Kolonie Togo. Bereits 1951 ermöglichte die DDR den ersten Personen aus dem späteren Ghana eine Berufsausbildung. In der BRD wurden 1957 44 ghanaische Studenten an westdeutschen Universitäten eingeschrieben, um den Afrikanern den Kompetenzerwerb an deutschen Universitäten zu ermöglichen, und damit diese anschließend in ihrer Heimat bei der Entwicklung helfen konnten. In den 1960er und 70er Jahren waren die meisten ghanaischen Migranten in Deutschland Bildungsmigranten. Sie bildeten lokale Vereinigungen in den Universitätsstädten in Deutschland, die wiederum zur Union der ghanaischen Studenten in Deutschland (UGSG) wurden.
Die Hauptmotive für die Einwanderung von Ghanaern in Deutschland sind Bildungsmigration, Asyl und Familienzusammenführung. Nach Angaben der Deutschen Gesellschaft für Technische Zusammenarbeit (GTZ) gab es 2009 in Deutschland rund 40.000 „Ghanaer mit Migrationshintergrund“, wobei dies sowohl eingewanderte Ghanaische Staatsbürger als auch eingebürgerte Personen ghanaischer Herkunft und die nicht selbst eingewanderte zweite und – zumindest teilweise – auch die dritte Generation von Ghanaern und Kindern aus binationalen Partnerschaften, die nicht selbst eingewandert sind, umfasst.
Fast 10.000 Kinder wurden zwischen 1965 und 2006 von deutsch-ghanaischen Paaren geboren. 2007 wurden 20.329 Personen mit ghanaischer Staatsbürgerschaft offiziell in Deutschland registriert, 8.194 ghanaische Staatsbürger wurden zwischen 1980 und 2007 deutsche Staatsbürger.

## Verbreitung

Regionale Verteilung der ghanaischen Staatsbürger 2021

Ghanaer in Deutschland leben hauptsächlich in den Metropolen Hamburg, Berlin und Bremen, im Ruhrgebiet und in der Metropolregion Frankfurt am Main. 22,7 % der ghanaischen Migranten, der höchste Prozentsatz, leben in der Stadt Hamburg. Auch 23,8 % der in Deutschland lebenden Ghanaer leben in Nordrhein-Westfalen. 9,2 % der ghanaischen Staatsbürger in Deutschland leben in Berlin. 9,8 % leben im Bundesland Hessen. Es gibt eine lange Tradition, dass Ghanaer nach Hamburg einwandern, daher die Konzentration der Ghanaer dort. In Ghana hat das Wort "Booga" oder "Burger", das sich auf Migranten bezieht, Wurzeln im Namen "Hamburg".

## Organisationen
Im Juni 2004 wurde auf Initiative der ghanaischen Botschaft in Deutschland die Union der ghanaischen Verbände in Deutschland (UGAG) gegründet, die alle ghanaischen Verbände in Deutschland umfasst. Der erste Versuch im Jahr 1996 war gescheitert. Kirchengemeinschaften gehören zu den einflussreichsten Formationen, da das Christentum die größte Religion in Ghana ist. Die Pfingstgemeinde auch The Church of Pentecost genannt, ist die bekannteste Kirche mit mehreren Standorten in ganz Deutschland. Die katholische Mission Ghana-Hamburg, die Bethel-Kirche-Stuttgart und die Presbyterianische Kirche von Köln sind ebenfalls sehr bekannt in Deutschland.

## Geldsendungen
Ghana ist heute einer der Top-Empfänger von Rücküberweisungen aus seiner globalen Diaspora. Private Überweisungen machen über ein Sechstel des Bruttoinlandsprodukts des Landes aus. In einer Umfrage überweisen 90 % der Ghanaer Geld für ihre Familien nach Ghana. Einige senden sogar mehr als die Hälfte ihres Einkommens und verschulden sich.

## Kultur

### Musik
Von den späten 1970ern bis zu den frühen 1980ern entstand in Deutschland und Ghana ein Musikgenre namens Burger-Highlife, einer Fusion von Highlife- und Funk-Musikstilen.

## Leben in Deutschland

### Bildung
Für Ghanaer, die in Deutschland studieren möchten, kann die örtliche Hochschulzugangsberechtigung West African Secondary School Certificate Examination (WASSCE) nicht wie in Ghana für den direkten Zugang zu einer deutschen Universität verwendet werden. Ein Student muss ein Jahr Tertiärbildung in Ghana absolvieren oder ein einjähriges Studienkolleg in Deutschland absolvieren. Auch in Deutschland gibt es keine HND-Aufbaukurse. Ghanaer müssten sich für den Bachelor an einer Fachhochschule bewerben.